# Менкар
Менкар, також Мекаб (α Кита, Альфа Кита) — червоний гігант у сузір'ї Кита, спектрального класу M1.5 IIIa. Назва походить від арабського слова منخر (manħar, «ніздря»). У китайській астрономії позначалася, як перша зоря конфігурації Тянь-цзюнь («Небесні засіки») — кит.: 天囷一.
Попри те, що за каталогом Баєра зоря має позначення α Кита, вона не є найяскравішою зорею сузір'я (видима зоряна величина α Кита — 2,53, β Кита — 2,04). Маса зорі більш ніж удвічі перевищує масу Сонця, причому її радіус більший від сонячного у 89 разів. Завдяки великій площі фотосфери зоря випромінює в 1455 разів більше енергії, ніж Сонце, хоча її ефективна температура становить лише 3795 K (у Сонця — 5778 K). Відносно низька температура надає зорі червоного відтінку, властивого зорям класу М.
Зоря зійшла з головної послідовності після вигоряння в її ядрі гелію. З початком горіння вуглецевого ядра зоря, ймовірно, стане надзвичайно нестабільною, аналогічно Мірі, і, скинувши зовнішні шари, сформує планетарну туманність, залишившись відносно великим білим карликом.
У планетній системі Альфа Кита відбуваються події 22-го епізоду «Зоряного шляху», 311-го епізоду «Південного парку» та 8-го епізоду третього сезону серіалу «Зоряний шлях: Ентерпрайз».